# Кубок Англії з футболу 1929—1930
Кубок Англії з футболу 1929—1930 — 55-й розіграш найстарішого футбольного турніру у світі, Кубка виклику Футбольної Асоціації, також відомого як Кубок Англії. Вперше титул здобув Арсенал.

## Перший раунд
| Дата                  | Господарі                   | Рахунок | Гості                         |
| --------------------- | --------------------------- | ------- | ----------------------------- |
| 30 листопада          | Борнмут енд Боском Атлетік  | 2:0     | Торкі Юнайтед                 |
| 30 листопада          | Барроу                      | 1:0     | Ньюарк                        |
| 30 листопада          | Нельсон                     | 0:3     | Кру Александра                |
| 30 листопада          | Саут Шилдс                  | 2:4     | Рексем                        |
| 30 листопада          | Волсолл                     | 1:0     | Ексетер Сіті                  |
| 30 листопада          | Джиллінгем                  | 0:2     | Маргейт                       |
| 30 листопада          | Лейтон                      | 4:1     | Мертір Таун                   |
| 30 листопада          | Лінкольн Сіті               | 3:1     | Віган Боро                    |
| 30 листопада          | Лутон Таун                  | 2:3     | Квінз Парк Рейнджерс          |
| 30 листопада          | Гейнсборо Триніті           | 0:0     | Порт Вейл                     |
| 4 грудня Перегравання | Порт Вейл                   | 5:0     | Гейнсборо Триніті             |
| 30 листопада          | Донкастер Роверз            | 0:0     | Шилдон                        |
| 4 грудня Перегравання | Шилдон                      | 1:1     | Донкастер Роверз              |
| 9 грудня Перегравання | Донкастер Роверз            | 3:0     | Шилдон                        |
| 30 листопада          | Ілфорд                      | 0:3     | Вотфорд                       |
| 30 листопада          | Веллінгтон Таун             | 1:4     | Стокпорт Каунті               |
| 30 листопада          | Фулгем                      | 4:0     | Темз                          |
| 30 листопада          | Аккрінгтон Стенлі           | 3:1     | Рочдейл                       |
| 30 листопада          | Брайтон енд Гоув Альбіон    | 4:0     | Пітерборо-енд-Флеттон Юнайтед |
| 30 листопада          | Норвіч Сіті                 | 3:3     | Ковентрі Сіті                 |
| 5 грудня Перегравання | Ковентрі Сіті               | 2:0     | Норвіч Сіті                   |
| 30 листопада          | Карлайл Юнайтед             | 2:0     | Галіфакс Таун                 |
| 30 листопада          | Танбрідж Веллс Рейнджерс    | 1:3     | Бат Сіті                      |
| 30 листопада          | Клептон Орієнт              | 0:0     | Фолкстоун                     |
| 4 грудня Перегравання | Фолкстоун                   | 2:2     | Клептон Орієнт                |
| 9 грудня Перегравання | Клептон Орієнт              | 4:1     | Фолкстоун                     |
| 30 листопада          | Нангед                      | 0:2     | Бристоль Роверз               |
| 30 листопада          | Вімблдон                    | 1:4     | Нортфліт Юнайтед              |
| 30 листопада          | Саутенд Юнайтед             | 1:0     | Брентфорд                     |
| 30 листопада          | Сканторп-енд-Ліндсі Юнайтед | 1:0     | Гартлпул Юнайтед              |
| 30 листопада          | Менсфілд Таун               | 0:2     | Манчестер Сентрал             |
| 30 листопада          | Баррі                       | 0:0     | Дагенем Таун                  |
| 4 грудня Перегравання | Дагенем Таун                | 0:1     | Баррі                         |
| 30 листопада          | Ньюпорт Каунті              | 3:2     | Кеттерінг Таун                |
| 30 листопада          | Саутпорт                    | 0:0     | Честерфілд                    |
| 5 грудня Перегравання | Честерфілд                  | 3:2     | Саутпорт                      |
| 30 листопада          | Далвіч Гамлет               | 0:3     | Плімут Аргайл                 |
| 30 листопада          | Нью-Брайтон                 | 4:1     | Ланкастер Таун                |
| 30 листопада          | Йорк Сіті                   | 2:2     | Транмер Роверз                |
| 5 грудня Перегравання | Транмер Роверз              | 0:1     | Йорк Сіті                     |
| 30 листопада          | Ротергем Юнайтед            | 3:0     | Ашингтон                      |
| 30 листопада          | Олдершот                    | 0:1     | Нортгемптон Таун              |
| 30 листопада          | Карнарвон Атлетік           | 4:2     | Дарлінгтон                    |

## Другий раунд
До другого раунду увійшли переможці першого раунду. 
| Дата                   | Господарі                   | Рахунок | Гості                       |
| ---------------------- | --------------------------- | ------- | --------------------------- |
| 14 грудня              | Честерфілд                  | 2:0     | Порт Вейл                   |
| 14 грудня              | Вотфорд                     | 1:1     | Плімут Аргайл               |
| 18 грудня Перегравання | Плімут Аргайл               | 3:0     | Вотфорд                     |
| 14 грудня              | Лейтон                      | 1:4     | Фулгем                      |
| 14 грудня              | Донкастер Роверз            | 1:0     | Нью-Брайтон                 |
| 14 грудня              | Стокпорт Каунті             | 4:0     | Барроу                      |
| 14 грудня              | Квінз Парк Рейнджерс        | 2:1     | Лінкольн Сіті               |
| 14 грудня              | Бристоль Роверз             | 4:1     | Аккрінгтон Стенлі           |
| 14 грудня              | Нортгемптон Таун            | 6:0     | Маргейт                     |
| 14 грудня              | Ковентрі Сіті               | 7:1     | Бат Сіті                    |
| 14 грудня              | Брайтон енд Гоув Альбіон    | 4:1     | Баррі                       |
| 14 грудня              | Карлайл Юнайтед             | 4:2     | Кру Александра              |
| 14 грудня              | Клептон Орієнт              | 2:0     | Нортфліт Юнайтед            |
| 14 грудня              | Саутенд Юнайтед             | 1:4     | Йорк Сіті                   |
| 14 грудня              | Сканторп-енд-Ліндсі Юнайтед | 3:3     | Ротергем Юнайтед            |
| 19 грудня Перегравання | Ротергем Юнайтед            | 5:4     | Сканторп-енд-Ліндсі Юнайтед |
| 14 грудня              | Ньюпорт Каунті              | 2:3     | Волсолл                     |
| 14 грудня              | Карнарвон Атлетік           | 1:1     | Борнмут енд Боском Атлетік  |
| 18 грудня Перегравання | Борнмут енд Боском Атлетік  | 5:2     | Карнарвон Атлетік           |
| 14 грудня              | Манчестер Сентрал           | 0:1     | Рексем                      |

## Третій раунд
| Дата                  | Господарі                  | Рахунок | Гості                      |
| --------------------- | -------------------------- | ------- | -------------------------- |
| 11 січня              | Бірмінгем Сіті             | 1:0     | Болтон Вондерерз           |
| 11 січня              | Блекпул                    | 2:1     | Стокпорт Каунті            |
| 11 січня              | Честерфілд                 | 1:1     | Мідлсбро                   |
| 15 січня Перегравання | Мідлсбро                   | 4:3     | Честерфілд                 |
| 11 січня              | Бері                       | 0:0     | Гаддерсфілд Таун           |
| 15 січня Перегравання | Гаддерсфілд Таун           | 3:1     | Бері                       |
| 11 січня              | Ліверпуль                  | 1:2     | Кардіфф Сіті               |
| 11 січня              | Волсолл                    | 2:0     | Свонсі Сіті                |
| 11 січня              | Блекберн Роверз            | 4:1     | Нортгемптон Таун           |
| 11 січня              | Астон Вілла                | 5:1     | Редінг                     |
| 11 січня              | Шеффілд Венсдей            | 1:0     | Бернлі                     |
| 11 січня              | Дербі Каунті               | 5:1     | Бристоль Сіті              |
| 11 січня              | Донкастер Роверз           | 1:0     | Сток Сіті                  |
| 11 січня              | Рексем                     | 1:0     | Вест-Бромвіч Альбіон       |
| 11 січня              | Шеффілд Юнайтед            | 2:1     | Лестер Сіті                |
| 11 січня              | Ньюкасл Юнайтед            | 1:1     | Йорк Сіті                  |
| 15 січня Перегравання | Йорк Сіті                  | 1:2     | Ньюкасл Юнайтед            |
| 11 січня              | Тоттенгем Готспур          | 2:2     | Манчестер Сіті             |
| 15 січня Перегравання | Манчестер Сіті             | 4:1     | Тоттенгем Готспур          |
| 11 січня              | Фулгем                     | 1:1     | Борнмут енд Боском Атлетік |
| 15 січня Перегравання | Борнмут енд Боском Атлетік | 0:2     | Фулгем                     |
| 11 січня              | Барнслі                    | 0:1     | Бредфорд Парк-Авеню        |
| 11 січня              | Ковентрі Сіті              | 1:2     | Сандерленд                 |
| 11 січня              | Портсмут                   | 2:0     | Престон Норт-Енд           |
| 11 січня              | Вест Гем Юнайтед           | 4:0     | Ноттс Каунті               |
| 11 січня              | Брайтон енд Гоув Альбіон   | 1:1     | Грімсбі Таун               |
| 14 січня Перегравання | Грімсбі Таун               | 0:1     | Брайтон енд Гоув Альбіон   |
| 11 січня              | Манчестер Юнайтед          | 0:2     | Свіндон Таун               |
| 11 січня              | Плімут Аргайл              | 3:4     | Галл Сіті                  |
| 11 січня              | Бредфорд Сіті              | 4:1     | Саутгемптон                |
| 11 січня              | Карлайл Юнайтед            | 2:4     | Евертон                    |
| 11 січня              | Клептон Орієнт             | 1:0     | Бристоль Роверз            |
| 11 січня              | Олдем Атлетік              | 1:0     | Вулвергемптон Вондерерз    |
| 11 січня              | Чарльтон Атлетік           | 1:1     | Квінз Парк Рейнджерс       |
| 16 січня Перегравання | Квінз Парк Рейнджерс       | 0:3     | Чарльтон Атлетік           |
| 11 січня              | Арсенал                    | 2:0     | Челсі                      |
| 11 січня              | Лідс Юнайтед               | 8:1     | Крістал Пелес              |
| 11 січня              | Корінтіан                  | 2:2     | Міллволл                   |
| 15 січня Перегравання | Міллволл                   | 1:1     | Корінтіан                  |
| 20 січня Перегравання | Міллволл                   | 5:1     | Корінтіан                  |
| 11 січня              | Ротергем Юнайтед           | 0:5     | Ноттінгем Форест           |

## Четвертий раунд
У цьому раунді зіграли переможці попереднього етапу.
| Дата                  | Господарі           | Рахунок | Гості                    |
| --------------------- | ------------------- | ------- | ------------------------ |
| 25 січня              | Ноттінгем Форест    | 2:1     | Фулгем                   |
| 25 січня              | Блекберн Роверз     | 4:1     | Евертон                  |
| 25 січня              | Астон Вілла         | 3:1     | Волсолл                  |
| 25 січня              | Мідлсбро            | 1:1     | Чарльтон Атлетік         |
| 29 січня Перегравання | Чарльтон Атлетік    | 1:1     | Мідлсбро                 |
| 3 лютого Перегравання | Мідлсбро            | 1:0     | Чарльтон Атлетік         |
| 25 січня              | Сандерленд          | 2:1     | Кардіфф Сіті             |
| 25 січня              | Дербі Каунті        | 1:1     | Бредфорд Парк-Авеню      |
| 29 січня Перегравання | Бредфорд Парк-Авеню | 2:1     | Дербі Каунті             |
| 25 січня              | Свіндон Таун        | 1:1     | Манчестер Сіті           |
| 29 січня Перегравання | Манчестер Сіті      | 10:1    | Свіндон Таун             |
| 25 січня              | Рексем              | 0:0     | Бредфорд Сіті            |
| 27 січня Перегравання | Бредфорд Сіті       | 2:1     | Рексем                   |
| 25 січня              | Ньюкасл Юнайтед     | 3:1     | Клептон Орієнт           |
| 25 січня              | Портсмут            | 0:1     | Брайтон енд Гоув Альбіон |
| 25 січня              | Вест Гем Юнайтед    | 4:1     | Лідс Юнайтед             |
| 25 січня              | Міллволл            | 4:0     | Донкастер Роверз         |
| 25 січня              | Галл Сіті           | 3:1     | Блекпул                  |
| 25 січня              | Олдем Атлетік       | 3:4     | Шеффілд Венсдей          |
| 25 січня              | Гаддерсфілд Таун    | 2:1     | Шеффілд Юнайтед          |
| 25 січня              | Арсенал             | 2:2     | Бірмінгем Сіті           |
| 29 січня Перегравання | Бірмінгем Сіті      | 0:1     | Арсенал                  |

## П'ятий раунд
На цьому етапі зіграли переможці попереднього раунду.
| Дата                   | Господарі        | Рахунок | Гості                    |
| ---------------------- | ---------------- | ------- | ------------------------ |
| 15 лютого              | Астон Вілла      | 3:1     | Блекберн Роверз          |
| 15 лютого              | Шеффілд Венсдей  | 5:1     | Бредфорд Парк-Авеню      |
| 15 лютого              | Ньюкасл Юнайтед  | 3:0     | Брайтон енд Гоув Альбіон |
| 15 лютого              | Вест Гем Юнайтед | 4:1     | Міллволл                 |
| 15 лютого              | Манчестер Сіті   | 1:2     | Галл Сіті                |
| 15 лютого              | Гаддерсфілд Таун | 2:1     | Бредфорд Сіті            |
| 15 лютого              | Мідлсбро         | 0:2     | Арсенал                  |
| 15 лютого              | Сандерленд       | 2:2     | Ноттінгем Форест         |
| 19 лютого Перегравання | Ноттінгем Форест | 3:1     | Сандерленд               |

## Шостий раунд
На цьому етапі зіграли переможці попереднього раунду.
| Дата                   | Господарі        | Рахунок | Гості            |
| ---------------------- | ---------------- | ------- | ---------------- |
| 1 березня              | Астон Вілла      | 1:2     | Гаддерсфілд Таун |
| 1 березня              | Вест Гем Юнайтед | 0:3     | Арсенал          |
| 1 березня              | Ньюкасл Юнайтед  | 1:1     | Галл Сіті        |
| 6 березня Перегравання | Галл Сіті        | 1:0     | Ньюкасл Юнайтед  |
| 1 березня              | Ноттінгем Форест | 2:2     | Шеффілд Венсдей  |
| 5 березня Перегравання | Шеффілд Венсдей  | 3:1     | Ноттінгем Форест |

## Півфінали
У півфіналах зіграли команди, що перемогли на попередньому етапі.
| Дата                    | Господарі        | Рахунок | Гості           |
| ----------------------- | ---------------- | ------- | --------------- |
| 22 березня              | Арсенал          | 2:2     | Галл Сіті       |
| 26 березня Перегравання | Арсенал          | 1:0     | Галл Сіті       |
| 22 березня              | Гаддерсфілд Таун | 2:1     | Шеффілд Венсдей |

## Фінал
| 26 квітня 1930 |

| Арсенал                | 2:0      | Гаддерсфілд Таун |
| ---------------------- | -------- | ---------------- |
| Джеймс 17' Ламберт 83' | Протокол |                  |

| Вемблі, Лондон Глядачів: 92 488 Арбітр: Т.Крю |